# Jungle Soul
Jungle Soul ist ein Jazzalbum von Dr. Lonnie Smith. Die am 28. und 29. November 2005 im Maggie’s Farm Studio im Bucks County, Pennsylvania, entstandenen Aufnahmen erschienen am 11. Juli 2006 auf Palmetto Records.

## Hintergrund
Auf seinem Album Jungle Soul nahm der Organist Dr. Lonnie Smith neben eigenen Kompositionen auch Coverversionen verschiedener R&B- und Jazztitel auf; darunter Stücke vom Marvin Gaye, Thelonious Monk („Bemsha Swing“), Frank Foster („Simone“) und anderen. Seine musikalischen Partner waren bei der Session die Gitarristen Peter Bernstein und Matt Balitsaris (der auch Produzent der Session war) sowie die Schlagzeugerin Allison Miller.

## Titelliste
- Dr. Lonnie Smith: Jungle Soul (Palmetto Records PM 2119)[1]

1. Trouble Man (Marvin Gaye) 5:07
2. Simone (Frank Foster) 6:45
3. Jungle Soul 6:23
4. Willow Weep for Me (Ann Ronell) 7:44
5. Freedom Jazz Dance (Eddie Harris) 6:09
6. Blue Moment 8:39
7. Witch Doctor (Lonnie Gasperini) 9:45
8. Bemsha Swing (Thelonious Monk) 6:22
9. Zimbabwe 6:11
10. Jungle Wisdom 4:30

Wenn nicht anders vermerkt, stammen die Kompositionen von Lonnie Smith.

## Rezeption
Thom Jurek verlieh dem Album in Allmusic vier Sterne und schrieb, der tief groovende, funkige Soul-Jazz dieser Platte sei auf eine Weise auf den Punkt gebracht, die bislang viele Jazz-Orgel-Platten nicht hatten, welche die Blue-Note-Ästhetik übernahmen, aktuelle Popsongs als Vehikel für Jazz-Improvisationen zu nutzen. Lonnie Smith komme zu einem atemberaubenden Ergebnis. Zusammenfassend lasse sich sagen, dass Jungle Soul zu den großartigeren Alben nach 1970 gehöre, die Smith gemacht hat, und diese Band sei eines dieser intuitiven, dichten und instinktiv spielenden Quartette, die jede Wendung ihres Bandleaders verstünden.

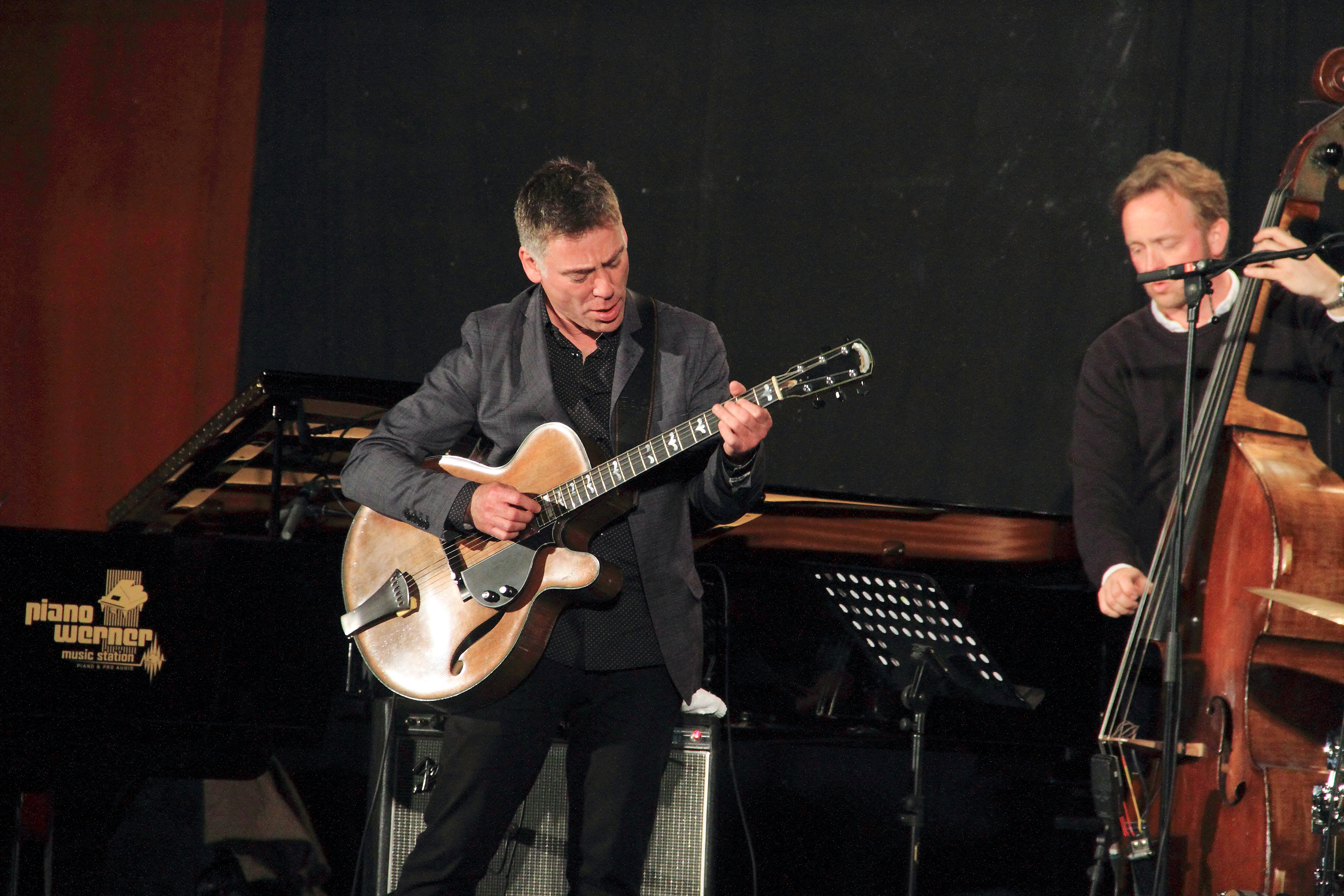
Peter Bernstein bei einem Auftritt mit seinem Quartett (u. a. mit Morten Ramsbøl, Bass) auf dem INNtöne Jazzfestival 2016

Nach Ansicht von Troy Collins, der das Album in All About Jazz rezensierte, kehre der Hammond B-3-Meister Dr. Lonnie Smith mit einer gefühlvollen, funkigen Session aus geradlinigen Grooves und schwelenden Stimmungen zurück. Nachdem er eine Reihe fokussierter Hommagen an einzelne Musiker (John Coltrane, Jimi Hendrix bzw. Beck) sei Smith auf dieser Veröffentlichung dabei, aus klassischem und eigenem Material für eine unterhaltsame Themenfahrt durch den sprichwörtlich dunklen Kontinent zu schöpfen. Die beiden Gitarristen Peter Bernstein und Matt Balitsaris würden sich mit einem hellen, sauberen Ton und einer gewundenen Linearität durchhalten, die Smiths grollende Wogen mit ihren eigenen sengenden Höhen ergänzen. Die Schlagzeugerin Allison Miller zeige in dieser Session voller subtiler Überraschungen eine ambitionierte Kreativität und exzellentes Können.
Ebenfalls in All About Jazz schrieb Jim Santella, tief verinnerlicht und die Stücke mit bewegendem Gefühl interpretierend, führe Dr. Lonnie Smith sein Trio durch ein Programm voller gefühlvoller Emotionen. Er spiele subtil, und doch halte er den Groove am Laufen. Orgel, Gitarren, Schlagzeug und Percussion würden die Hörer durch exotische Länder führen. „Dieses Mal kommen die Feuer auf subtilen Flügeln zu uns“, so das Resümée des Autors. „Mit Jungle Soul hat es der gute Arzt für richtig gehalten, Musik für die Seele zu verschreiben, Musik mit einem unterschwelligen Groove und Musik, die uns mit unseren innersten Gedanken verbindet.“
Chris Heim meinte in JazzTimes, dass es wie ein kommerzieller Trick erschienen war, als Gene Ammons 1962 die LP Bad! Bossa Nova veröffentlicht habe, zu dieser Zeit der noch seltene Versuch „Weltmusik“ und Jazz zu kombinieren. Vier Jahrzehnte später sei dies ein lebendiger und integraler Bestandteil der Musik. Aber wenn die Idee jetzt mehr Akzeptanz fände, werde auch mehr von ihr erwartet. Und zumindest in diesem Fall liefere „der gute Arzt“ mit diesem durchweg ansprechenden und einfallsreichen neuen Album ab. Wie schon die Platte von Gene Ammons Vereine Dr. Lonnie Smiths Jungle Soul komplizierte Rhythmen und Soul-Jazz. Sparsam, sehnig und straff, hat es eine leise eindringliche Kraft, eine Unterströmung, die alle – einschließlich des Hörers – mitreiße.
Michael Pronko (Japan Times) schrieb, Hammond B-3 Orgelmeister Lonnie Smith hätte sich in seinen bis dato über 20 Aufnahmen nie von seinen Jazz-Funk-Wurzeln entfernt, aber noch nie zuvor habe er so tief gegraben wie auf Jungle Soul. Vorbei sei hier der großartige, fettige Sound von „Too Damn Hot!“ aus dem Jahr 2004, und stattdessen gebe es pulsierende Rhythmen und komplizierte Melodien mit noch größerer Raffinesse. Das Zusammenspiel von zwei Gitarren, Schlagzeug und B-3 (deren Basspedale und Keyboard-Racks eigentlich als drei Instrumente gelten sollten) bleibe bei jeder Melodie straff und aufmerksam. Kernrhythmen neu zu erfinden, während man mit den Melodien herumspiele, würde eine neue Vision des Potenzials der Hammond-Gruppe bieten.